# Лузијаде
Лузијаде (порт. Os Lusíadas) је еп Луиса де Камоиса из 1572. године, који у десет песама опева чувени истраживачки поход Васка де Гаме у Индију (1497—1498). Користећи се поступком класичног епа, Камоис је уткао у свој путопис све важне догађаје португалске историје. Васко де Гама и његови морнари представљају све португалске истраживаче, али и народ у целини; тако је створена национална епопеја. Наслов који посредно помиње Лузитанце (Португалце), инспирисан је митолошком традицијом по којој је Бахусов син Лузус оснивач Лузитаније. У целини, овај еп представља савршен узор барокне уметности.